# The Endless River
The Endless River é o décimo quinto e último álbum de estúdio da banda britânica de rock Pink Floyd, lançado no dia 7 de novembro de 2014 pelas gravadoras Parlophone no Reino Unido e Columbia nos EUA, no Japão e na América Latina. O projeto é baseado em sessões excluídas do último álbum, The Division Bell, o qual contém várias contribuições do tecladista e compositor Richard Wright, falecido em 2008 por causa de um câncer.
Assim como os dois álbuns anteriores, The Endless River não contém colaborações de Roger Waters, ficando a cargo do músico convidado Guy Pratt a execução de baixo e da esposa de Gilmour, Polly Samson a maior parte das letras. Segundo Nick Mason, em seu livro Inside Out: A Personal History of Pink Floyd, as canções eram suficientes para um novo disco, o qual foi apelidado de The Big Spliff, embora tenha sido guardado, e mais recentemente retrabalhado.

## História

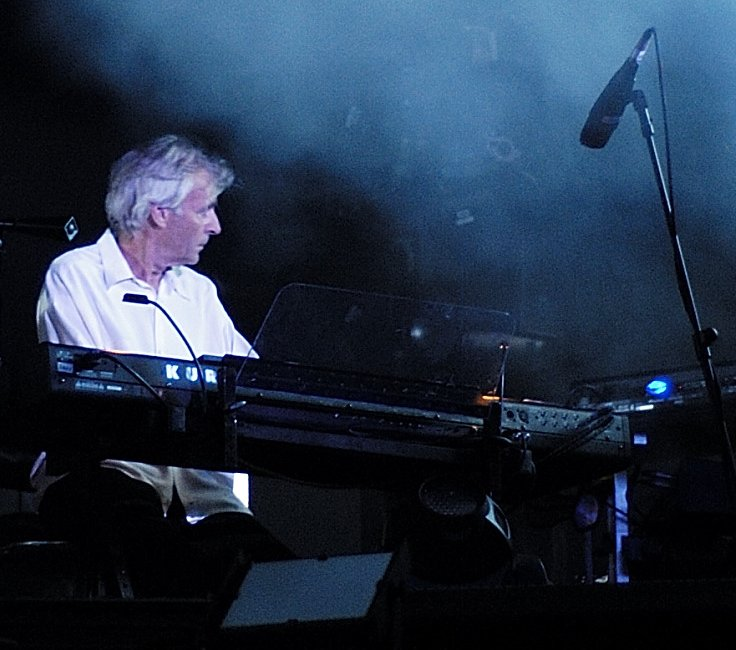
The Endless River foi criado como um tributo para Richard Wright, um dos fundadores da banda, que faleceu em 2008.

Após a saída do baixista Roger Waters em 1985, um dos fundadores da banda,
em simultâneo com sua tentativa sem sucesso de dissolver a banda, o guitarrista e
vocalista David Gilmour ficou responsável por liderar o Pink Floyd ao lado do
baterista Nick Mason. O tecladista Richard Wright já havia sido mandado embora por Waters durante as gravações de The Wall - álbum de estúdio de 1979 - mas depois recebeu
um convite de Gilmour e Mason para voltar. Sob a liderança de Gilmour, o Pink
Floyd gravou dois álbuns de estúdio: A Momentary Lapse of Reason (1987) e
The Division Bell (1994). Este último teve uma grande participação do tecladista; Wright não escrevia músicas para a banda desde o álbum Wish You Were Here (1975) além de não ser o vocalista principal em ao menos uma música desde o The Dark Side of the Moon (1973), como pode ser visto nos créditos de ambos os discos.
Richard Wright veio a falecer em 15 de Setembro de 2008 com 65 anos de idade, em decorrência
de um câncer. Os primeiros tributos feitos a Wright incluem palavras de Gilmour, Mason e Waters, performances em tributo por artistas como Elton John e vários especiais feitos na televisão e nas rádios foram produzidas semanas após sua morte.

## Estilo e composição
The Endless River foi descrito pela banda como um álbum em grande parte ambiente e instrumental. A última faixa - "Louder Than Words" - é a única música do álbum que possui vocais principais, com as letras escritas pela esposa de David Gilmour, Polly Samson, responsável também por escrever letras no álbum The Division Bell do próprio Pink Floyd e do álbum solo de Gilmour, On an Island. Durante uma declaração, Mason descreveu o álbum como um tributo a Wright: "Eu acredito que essa gravação é uma ótima maneira de o fazer ser reconhecido pelo tanto que ele fez, e como seu estilo de tocar foi o coração do Pink Floyd. Voltando a ouvir as gravações, ele realmente me fez ver o quanto
ele era um músico especial.

## Ficha técnica
Pink Floyd
- David Gilmour – guitarra, vocais, baixo, teclado, piano, órgão Hammond, percussão, backing vocals, produção
- Nick Mason – bateria, percussão, gongo
- Richard Wright – teclados, piano, piano Rhodes, piano elétrico, órgão Hammond, sintetizador

Músicos convidados
- Sarah Brown – vocal de apoio
- Guy Pratt – baixo
- Louise Clare Marshall  – vocal de apoio
- Durga McBroom – vocal de apoio

Equipe técnica
- Andrew Jackson – engenheiro de som
- Polly Samson – letrista

## Faixas
Todas as faixas foram produzidas por David Gilmour, Martin Glover, Andy Jackson e Phil Manzanera.
| N.º | Título                         | Compositor(es)                | Duração |  |
| 1.  | "Things Left Unsaid"           | David Gilmour, Richard Wright | 4:26    |  |
| 2.  | "It's What We Do"              | Gilmour, Wright               | 6:17    |  |
| 3.  | "Ebb and Flow"                 | Gilmour, Wright               | 1:55    |  |
| 4.  | "Sum"                          | Gilmour, Nick Mason, Wright   | 4:48    |  |
| 5.  | "Skins"                        | Gilmour, Mason, Wright        | 2:37    |  |
| 6.  | "Unsung"                       | Wright                        | 1:07    |  |
| 7.  | "Anisina"                      | Gilmour                       | 3:16    |  |
| 8.  | "The Lost Art of Conversation" | Wright                        | 1:42    |  |
| 9.  | "On Noodle Street"             | Gilmour, Wright               | 1:42    |  |
| 10. | "Night Light"                  | Gilmour, Wright               | 1:42    |  |
| 11. | "Allons-y (1)"                 | Gilmour                       | 1:57    |  |
| 12. | "Autumn '68"                   | Wright                        | 1:35    |  |
| 13. | "Allons-y (2)"                 | Gilmour                       | 1:32    |  |
| 14. | "Talkin' Hawkin'"              | Gilmour, Wright               | 3:29    |  |
| 15. | "Calling"                      | Gilmour, Anthony Moore        | 3:37    |  |
| 16. | "Eyes to Pearls"               | Gilmour                       | 1:51    |  |
| 17. | "Surfacing"                    | Gilmour                       | 2:46    |  |
| 18. | "Louder than Words"            | Gilmour, Polly Samson         | 6:36    |  |

| The Endless River deluxe edition |              |                 |         |  |
| N.º                              | Título       | Compositor(es)  | Duração |  |
| 19.                              | "TBS9"       | Gilmour, Wright | 2:27    |  |
| 20.                              | "TBS14"      | Gilmour, Wright | 4:11    |  |
| 21.                              | "Nervana"    | Gilmour         | 5:39    |  |
| 22.                              | "Anisina"    | Gilmour         | 2:49    |  |
| 23.                              | "Untitled"   | Wright          | 1:22    |  |
| 24.                              | "Evrika (A)" | Wright          | 5:58    |  |
| 25.                              | "Nervana"    | Gilmour         | 5:32    |  |
| 26.                              | "Allons-y"   | Gilmour         | 6:00    |  |
| 27.                              | "Evrika (B)" | Wright          | 5:33    |  |